# مثبت (كيمياء)
المثبت في الكيمياء الصناعية هو مادة كيميائية تضاف إلى المنتج لمنع حدوث تحلل، مثل تحلل البوليميرات مثلاً. تعمل الحرارة والضوء على تحفيز تحلل وتفكك البوليميرات، ولكن وجود المثبتات يحد من هذا الأمر مما يتيح مقاومية أعلى للبوليمير ضد التقادم والاهتراء.
من المثبتات المعروفة في صناعة البوليميرات مركبات الكالسيوم، وكذلك مزيج الكالسيوم-الزنك أو مركبات الكالسيوم العضوية؛ بالإضافة إلى مركبات الرصاص والقصدير اللاعضوية، ومركبات عضوية مثل بنزوفينون وبنزوتريازول.

أمثلة على المثبتات الكيميائية
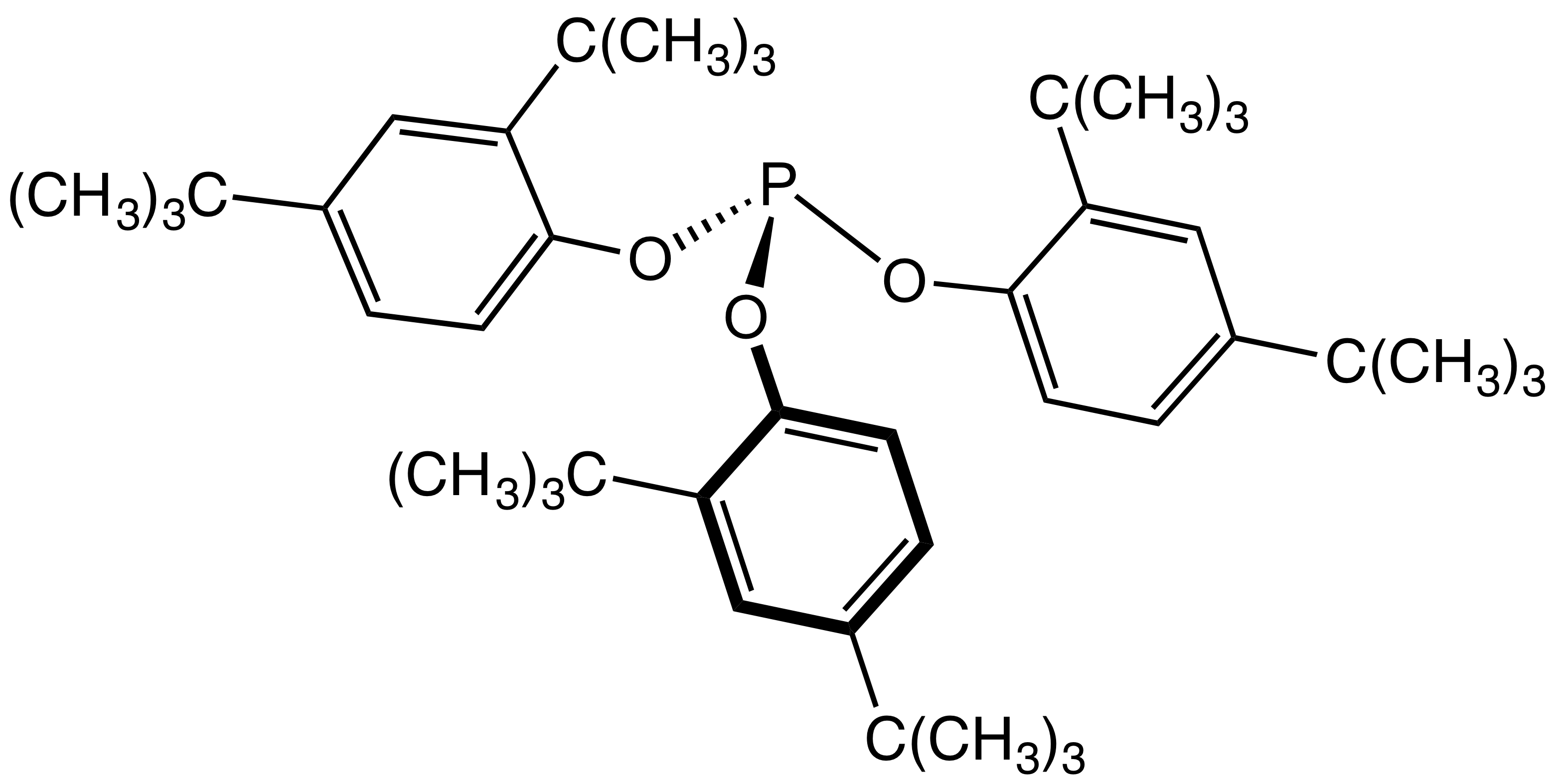
مثالث(4،2-ثنائي رابعي بوتيل فينيل) الفوسفيت Tris(2,4-di-tert-butylphenyl)phosphite من مثبتات البوليميرات المستخدمة.
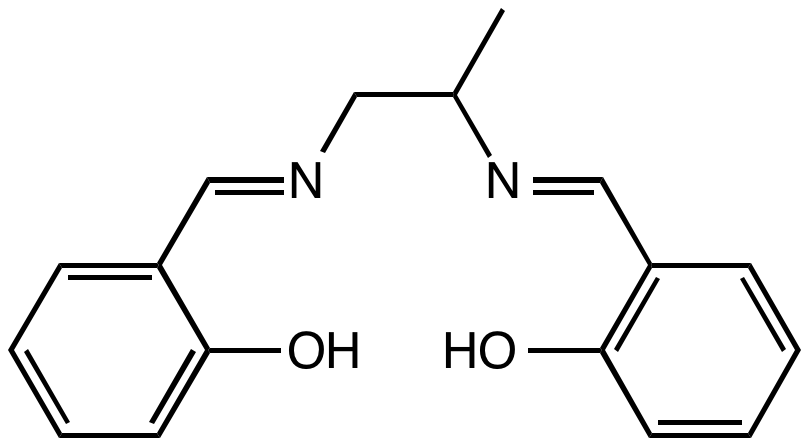
سالبن Salpn وهو مثبت يضاف للتخلص من آثار الفلزات في الوقود للحد من عملية الأكسدة التي تؤدي إلى تشكل الأصماغ والرواسب.

## اقرأ أيضاً
- تشابك